# Musa Al-Taamari
Mousa Mohammad Mousa Sulaiman (tiếng Ả Rập: مُوسى مُحَمَّد مُوسى سُلَيْمَان التَّعْمَرِيّ; sinh ngày 10 tháng 6 năm 1997) là một cầu thủ bóng đá chuyên nghiệp người Jordan hiện đang thi đấu ở vị trí tiền đạo cánh cho câu lạc bộ Montpellier tại Ligue 1 và Đội tuyển bóng đá quốc gia Jordan.

## Sự nghiệp thi đấu

### Shabab Al-Ordon
Al-Tamari bắt đầu sự nghiệp của mình ở Shabab Al-Ordon, anh nổi tiếng với sự nhanh nhẹn, kỹ năng tuyệt vời và động tác chân tuyệt vời. Vì thế, anh đã được gọi vào đội tuyển quốc gia sau sáu trận đấu đầu tiên. Bên cạnh đó, anh còn đạt được Jordan FA Shield 2016.

#### Al-Jazeera (mượn)
Vào tháng 9 năm 2017, anh được cho mượn tại Al-Jazeera, Anh thi đấu tại Cúp AFC 2018 và ghi 6 bàn sau 10 trận cho đội bóng của mình, dành được Cúp FA Jordan 2017–18.

### APOEL
Vào ngày 28 tháng 5 năm 2018, Al-Tamari ký hợp đồng 3 năm với mức phí 400 nghìn euro với câu lạc bộ APOEL. Anh cùng đội bóng vô địch Siêu cúp bóng đá Síp 2019, Giải bóng đá hạng nhất Síp 2018–19 và được biết đến như một trong những cầu thủ giỏi nhất ở Síp. Anh cũng đã giành được MVP (Cầu thủ đắt giá nhất) của giải đấu.

### OH Leuven
Vào ngày 5 tháng 10 năm 2020, Al-Tamari gia nhập câu lạc bộ OH Leuven tại Giải bóng đá vô địch quốc gia Bỉ bằng bản hợp đồng kéo dài 3 năm, với mức phí chuyển nhượng được báo cáo là 1,1 triệu euro.

### Montpellier
Vào ngày 11 tháng 5 năm 2023, Al-Tamari ký hợp đồng 3 năm theo dạng chuyển nhượng tự do với câu lạc bộ Montpellier. Anh trở thành cầu thủ Jordan đầu tiên ký hợp đồng với câu lạc bộ Ligue 1. Trước đây, anh cũng nhận được lời mời từ Levante, Blackburn, Fenerbahçe, cũng như từ MLS và các giải đấu vùng Vịnh, trước khi chấp nhận lời đề nghị đến Montpellier.
Anh ra mắt Ligue 1 vào ngày 13 tháng 8, trong trận hòa 2–2 trước Le Havre. Vào ngày thi đấu tiếp theo, Al-Taamari ghi hai bàn vào lưới Lyon trong chiến thắng 4-1, trở thành cầu thủ Jordan đầu tiên ghi bàn ở Ligue 1, cũng như có tên trong Đội hình xuất sắc nhất tuần do L'Équipe bình chọn.

## Sự nghiệp quốc tế
Al-Tamari đã từng thi đấu ở cấp độ U-23. Anh ra mắt quốc tế cho Đội tuyển bóng đá quốc gia Jordan vào ngày 31 tháng 8 năm 2016 trong trận giao hữu quốc tế với Liban, trận đấu kết thúc với tỷ số hòa 1-1. Al-Tamari lúc đó chỉ mới 19 tuổi. Anh tiếp tục có thêm sáu lần ra sân quốc tế trong năm 2016. Năm 2017, anh ghi bàn thắng đầu tiên cho Jordan trong trận giao hữu với Hồng Kông. Al-Tamari có tên trong đội hình tuyển Jordan tham dự Cúp bóng đá châu Á 2019, chơi ba trận, ghi một bàn và có hai pha kiến tạo tại giải đấu. Trong trận bán kết của Cúp bóng đá châu Á 2023, anh cùng với Yazan Al-Naimat ghi hai bàn thắng giúp Jordan đè bẹp Hàn Quốc với tỷ số 2–0, qua đó giúp Jordan có lần đầu tiên giành vé thi đấu trận chung kết trong lịch sử các kỳ Cúp bóng đá châu Á.

## Phong cách thi đấu
Là một cầu thủ chạy cánh phải thuận chân trái, Al-Tamari có xu hướng chung là cắt vào trong và tiếp cận cầu thủ bằng khả năng rê bóng của mình. Khả năng giữ bóng gần chân ngay cả trong không gian hẹp là điều khiến anh trở nên rất nguy hiểm khi tấn công hàng phòng ngự. Tốc độ, sự lắt léo và phong cách chơi chung của Al-Tamari đã khiến anh được so sánh với cầu thủ chạy cánh của Liverpool,  Mohamed Salah.

## Thống kê sự nghiệp

### Câu lạc bộ
Tính đến 29 tháng 10 năm 2023
| Câu lạc bộ          | Mùa giải            | Giải đấu                          | Giải đấu | Giải đấu | Cúp  | Cúp | Shield | Shield | Siêu cúp | Siêu cúp | Châu lục | Châu lục | Tổng cộng | Tổng cộng |
| Câu lạc bộ          | Mùa giải            | Hạng đấu                          | Trận     | Bàn      | Trận | Bàn | Trận   | Bàn    | Trận     | Bàn      | Trận     | Bàn      |           |           |
| ------------------- | ------------------- | --------------------------------- | -------- | -------- | ---- | --- | ------ | ------ | -------- | -------- | -------- | -------- | --------- | --------- |
| Shabab Al-Ordon     | 2016–17             | Giải bóng đá chuyên nghiệp Jordan | 19       | 5        | 3    | 0   | 7      | 2      | –        | –        | –        | –        | 29        | 7         |
| Al-Jazeera (mượn)   | 2017–18             | Giải bóng đá chuyên nghiệp Jordan | 17       | 3        | 3    | 5   | 3      | 4      | 1        | 0        | 8        | 6        | 32        | 18        |
| APOEL               | 2018–19             | Giải bóng đá hạng nhất Síp        | 23       | 9        | 4    | 0   | –      | –      | 1        | 1        | 8        | 0        | 36        | 10        |
| APOEL               | 2019–20             | Giải bóng đá hạng nhất Síp        | 21       | 3        | 2    | 0   | –      | –      | 0        | 0        | 12       | 0        | 35        | 3         |
| APOEL               | 2020–21             | Giải bóng đá hạng nhất Síp        | 4        | 0        | 0    | 0   | –      | –      | –        | –        | 4        | 0        | 8         | 0         |
| APOEL               | Tổng cộng           | Tổng cộng                         | 48       | 12       | 6    | 0   | –      | –      | 1        | 1        | 24       | 0        | 79        | 13        |
| OH Leuven           | 2020–21             | Giải bóng đá vô địch quốc gia Bỉ  | 21       | 1        | 0    | 0   | –      | –      | –        | –        | –        | –        | 21        | 1         |
| OH Leuven           | 2021–22             | Giải bóng đá vô địch quốc gia Bỉ  | 31       | 3        | 2    | 0   | –      | –      | –        | –        | –        | –        | 33        | 3         |
| OH Leuven           | 2022–23             | Giải bóng đá vô địch quốc gia Bỉ  | 34       | 6        | 2    | 0   | –      | –      | –        | –        | –        | –        | 36        | 6         |
| OH Leuven           | Tổng cộng           | Tổng cộng                         | 86       | 10       | 4    | 0   | –      | –      | –        | –        | –        | –        | 90        | 10        |
| Montpellier         | 2023–24             | Ligue 1                           | 8        | 3        | 0    | 0   | –      | –      | –        | –        | –        | –        | 8         | 3         |
| Tổng cộng sự nghiệp | Tổng cộng sự nghiệp | Tổng cộng sự nghiệp               | 178      | 33       | 16   | 5   | 10     | 6      | 2        | 1        | 32       | 6        | 238       | 51        |

### Quốc tế
Tính đến 10 tháng 2 năm 2024
| Đội tuyển quốc gia | Năm       | Trận | Bàn thắng |
| ------------------ | --------- | ---- | --------- |
| Jordan             | 2016      | 7    | 0         |
| Jordan             | 2017      | 9    | 3         |
| Jordan             | 2018      | 5    | 1         |
| Jordan             | 2019      | 11   | 3         |
| Jordan             | 2020      | 2    | 0         |
| Jordan             | 2021      | 8    | 1         |
| Jordan             | 2022      | 9    | 2         |
| Jordan             | 2023      | 8    | 3         |
| Jordan             | 2024      | 9    | 8         |
| Tổng cộng          | Tổng cộng | 70   | 21        |

Tỷ số và kết quả liệt kê bàn thắng đầu tiên của Jordan, cột điểm cho biết điểm số sau mỗi bàn thắng của Al-Taamari.
| #  | Thời gian            | Địa điểm                                                                     | Đối thủ     | Ghi bàn | Kết quả | Giải đấu                          |
| -- | -------------------- | ---------------------------------------------------------------------------- | ----------- | ------- | ------- | --------------------------------- |
| 1  | 23 tháng 3 năm 2017  | Sân vận động Quốc vương Abdullah II, Amman, Jordan                           | Hồng Kông   | 3–0     | 4–0     | Giao hữu                          |
| 2  | 28 tháng 3 năm 2017  | Sân vận động Quốc vương Abdullah II, Amman, Jordan                           | Campuchia   | 6–0     | 7–0     | Vòng loại Cúp bóng đá châu Á 2019 |
| 3  | 25 tháng 12 năm 2017 | Sân vận động Quốc vương Abdullah II, Amman, Jordan                           | Libya       | 1–0     | 1–1     | Giao hữu                          |
| 4  | 28 tháng 12 năm 2018 | Sân vận động Grand Hamad, Doha, Qatar                                        | Trung Quốc  | 1–0     | 1–1     | Giao hữu                          |
| 5  | 10 tháng 1 năm 2019  | Sân vận động Khalifa bin Zayed, Al Ain, Các Tiểu vương quốc Ả Rập Thống nhất | Syria       | 1–0     | 2–0     | Cúp bóng đá châu Á 2019           |
| 6  | 7 tháng 6 năm 2019   | Sân vận động Anton Malatinský, Trnava, Slovakia                              | Slovakia    | 1–0     | 1–5     | Giao hữu                          |
| 7  | 10 tháng 9 năm 2019  | Sân vận động Quốc tế Amman, Amman, Jordan                                    | Paraguay    | 1–0     | 2–4     | Giao hữu                          |
| 8  | 24 tháng 3 năm 2021  | Sân vận động Theyab Awana, Dubai, Các Tiểu vương quốc Ả Rập Thống nhất       | Liban       | 1–0     | 1–0     | Giao hữu                          |
| 9  | 28 tháng 1 năm 2022  | New York University Stadium, Abu Dhabi, Các Tiểu vương quốc Ả Rập Thống nhất | New Zealand | 2–1     | 3–1     | Giao hữu                          |
| 10 | 1 tháng 6 năm 2022   | Sân vận động Al Janoub, Al Wakrah, Qatar                                     | Úc          | 1–0     | 1–2     | Giao hữu                          |
| 11 | 28 tháng 3 năm 2023  | Sân vận động Saoud bin Abdulrahman, Doha, Qatar                              | Philippines | 1–0     | 4–0     | Giao hữu                          |
| 12 | 28 tháng 3 năm 2023  | Sân vận động Saoud bin Abdulrahman, Doha, Qatar                              | Philippines | 2–0     | 4–0     | Giao hữu                          |
| 13 | 16 tháng 6 năm 2023  | Sân vận động Franz Horr, Viên, Áo                                            | Serbia      | 2–1     | 2–3     | Giao hữu                          |
| 14 | 15 tháng 1 năm 2024  | Sân vận động Al Janoub, Al Wakrah, Qatar                                     | Malaysia    | 2–0     | 4–0     | Cúp bóng đá châu Á 2023           |
| 15 | 15 tháng 1 năm 2024  | Sân vận động Al Janoub, Al Wakrah, Qatar                                     | Malaysia    | 4–0     | 4–0     | Cúp bóng đá châu Á 2023           |
| 16 | 6 tháng 2 năm 2024   | Sân vận động Ahmad bin Ali, Al Rayyan, Qatar                                 | Hàn Quốc    | 2–0     | 2–0     | Cúp bóng đá châu Á 2023           |
| 17 | 21 tháng 3 năm 2024  | Sân vận động Thể thao Jinnah, Islamabad, Pakistan                            | Pakistan    | 1–0     | 3–0     | Vòng loại FIFA World Cup 2026     |
| 18 | 21 tháng 3 năm 2024  | Sân vận động Thể thao Jinnah, Islamabad, Pakistan                            | Pakistan    | 3–0     | 3–0     | Vòng loại FIFA World Cup 2026     |
| 19 | 26 tháng 3 năm 2024  | Sân vận động Quốc tế Amman, Amman, Jordan                                    | Pakistan    | 1–0     | 7–0     | Vòng loại FIFA World Cup 2026     |
| 20 | 26 tháng 3 năm 2024  | Sân vận động Quốc tế Amman, Amman, Jordan                                    | Pakistan    | 3–0     | 7–0     | Vòng loại FIFA World Cup 2026     |
| 21 | 26 tháng 3 năm 2024  | Sân vận động Quốc tế Amman, Amman, Jordan                                    | Pakistan    | 6–0     | 7–0     | Vòng loại FIFA World Cup 2026     |

## Danh hiệu

### Câu lạc bộ
Shabab Al-Ordon
- Jordan FA Shield: 2016

Al-Jazeera
- Cúp FA Jordan: 2017–18

APOEL
- Giải bóng đá hạng nhất Síp: 2018–19
- Siêu cúp bóng đá Síp: 2019

### Đội tuyển quốc gia
- Á quân Cúp bóng đá châu Á: 2023

Cá nhân
- MVP Giải bóng đá hạng nhất Síp: 2018–19[6]